# Tanaostigmodes pithecellobiae
Tanaostigmodes pithecellobiae är en stekelart som beskrevs av Lasalle 1987. Tanaostigmodes pithecellobiae ingår i släktet Tanaostigmodes och familjen Tanaostigmatidae. Inga underarter finns listade i Catalogue of Life.